# 順安邨

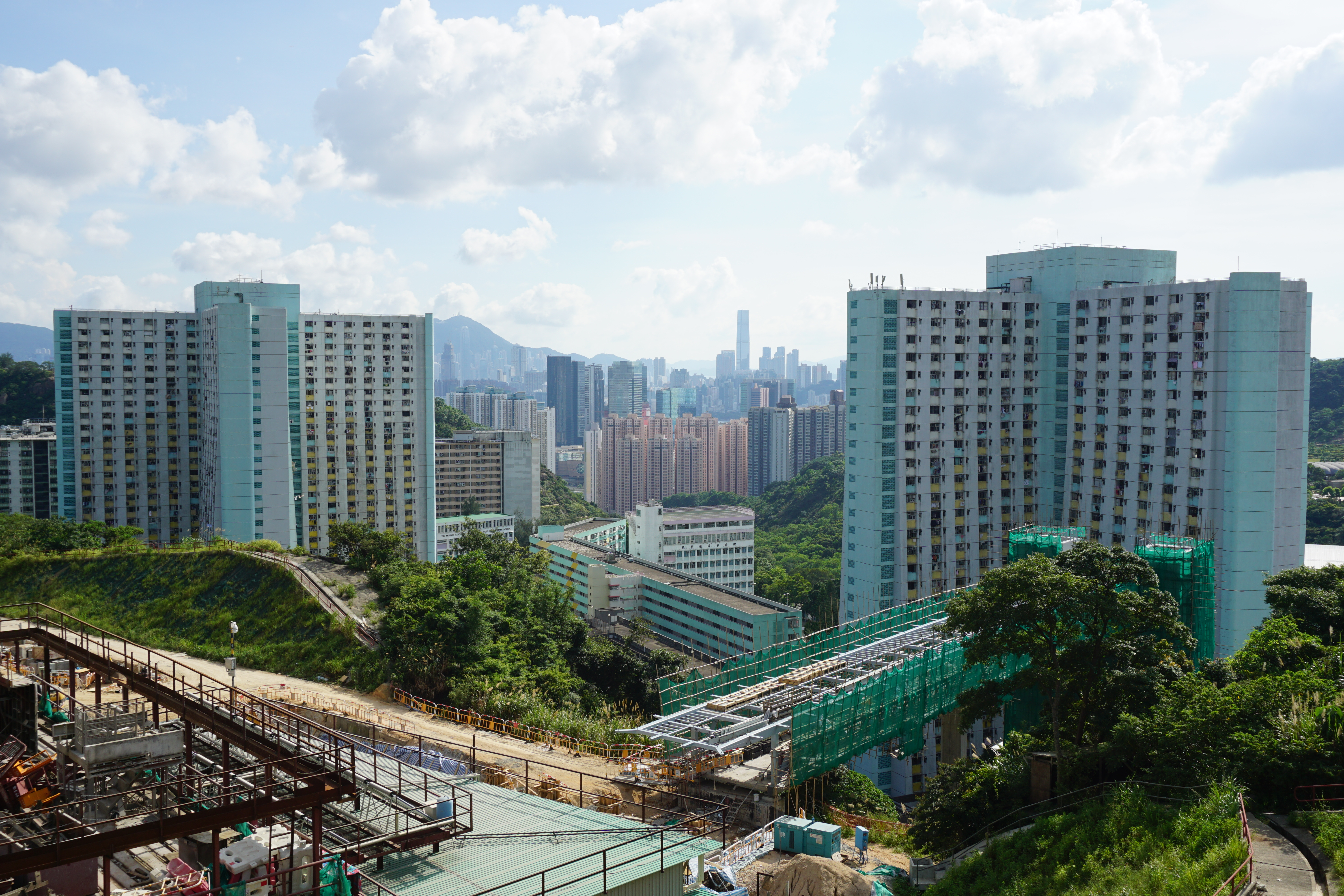
順安邨東面

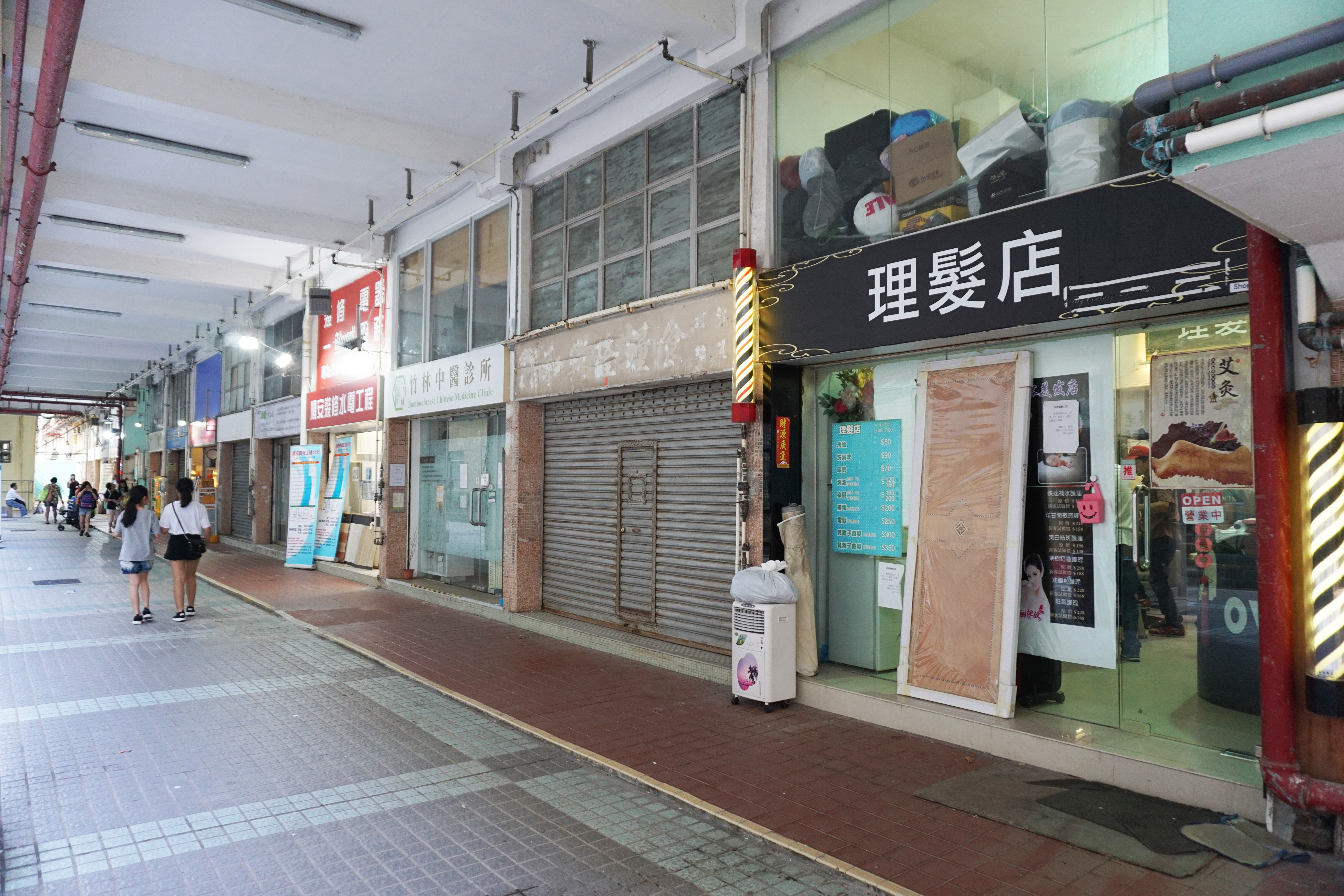
安群樓地舖

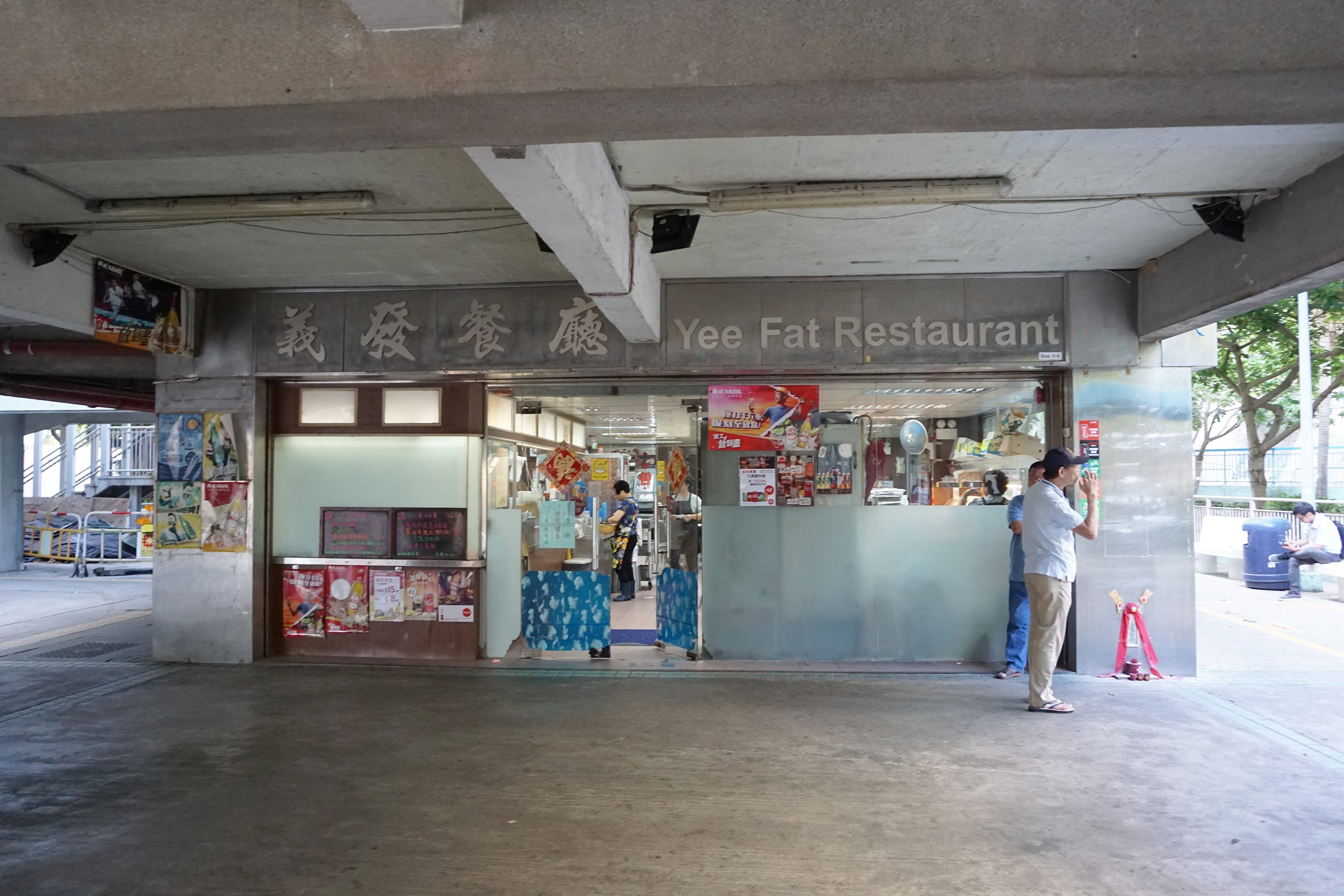
位於安澤樓的茶餐廳，現時已結業

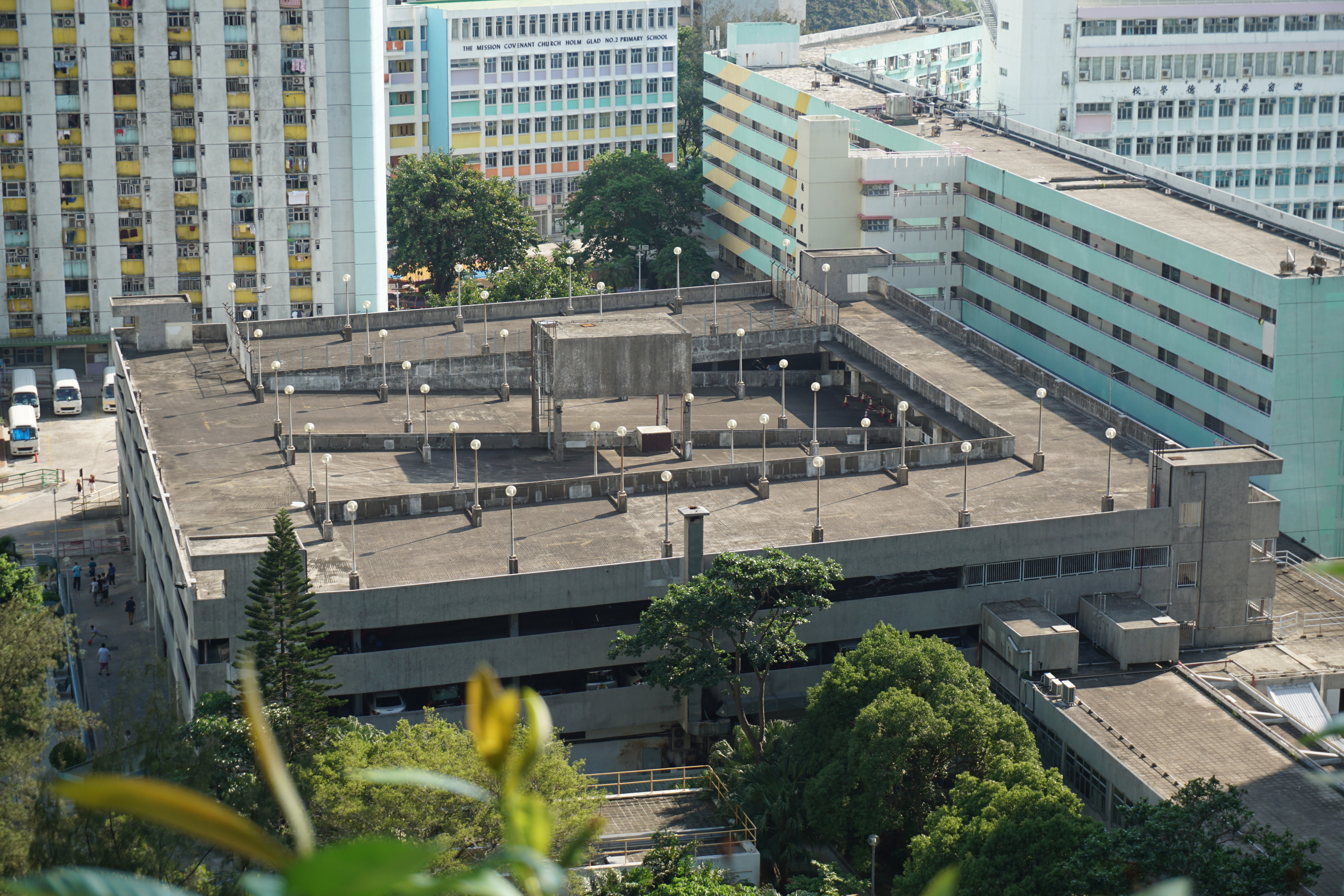
順安邨停車場

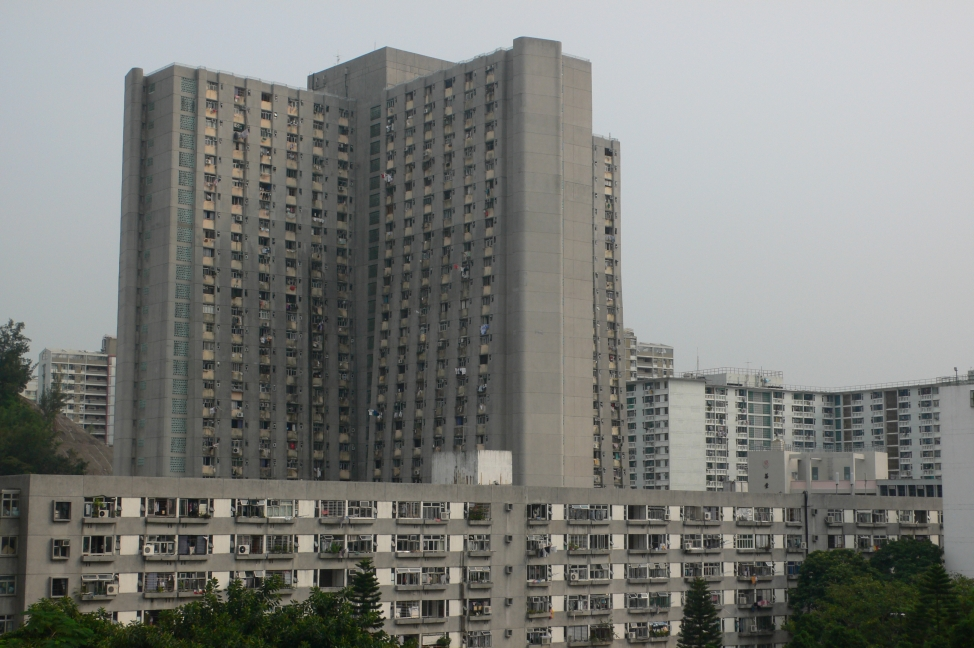
翻油前的順安邨的大十字型大廈及舊長型樓宇（2006年9月）

順安邨（英語：Shun On Estate）是香港的一個公共屋邨，位於九龍觀塘區四順，於1978年入伙，由香港房屋委員會管理。

## 歷史
香港房屋委員會於1975年在觀塘以北興建順利邨，包括2幢30層高、可容納1750人的十字型大廈以及1幢7層高、可容納1090人的大廈。並分兩期興建，第一期興建的屋邨是1幢30層高的大十字型大廈（原政府廉租屋邨標準）及1幢2層高的建築物；第二期興建的屋邨是1幢同樣30層高的大十字型大廈（原政府廉租屋邨標準）及1幢7層高的大廈。後來為進一步達致更佳的管理，房委會於1978年將順利邨分拆，並命名為順安邨及順利邨。2021年底，房屋署為此邨大廈及部分公共設施重髹色彩，採用了以彩虹為主題的配色，吸引部分市民到場拍照。
本邨是受興建樂華邨影響，復華村平房區村民其中一條安置屋邨。

## 屋邨資料

### 樓宇
| 樓宇名稱 | 樓宇類型                            | 落成年份 | 樓宇層數 （住宅層數） | 每層伙數         | 每座單位總數（伙） | 建築師   | 承建商   | 提供升降機的廠商 | 期數 |
| -------- | ----------------------------------- | -------- | --------------------- | ---------------- | ------------------ | -------- | -------- | ---------------- | ---- |
| 安頌樓   | 大十字型大廈 （原政府廉租屋邨標準） | 1978年   | 30（29）              | 48               | 1,392              | 工務司署 | 順成建築 | 三菱             | 2A   |
| 安逸樓   | 大十字型大廈 （原政府廉租屋邨標準） | 1978年   | 30（29）              | 48               | 1,392              | 工務司署 | 順成建築 | 三菱             | 2A   |
| 安群樓   | 舊長型大廈 （第七型徙置大廈）       | 1980年   | 8（6）                | 40               | 228                | 工務司署 | 有成建築 | 蒂森克虜伯       | 1A   |
| 安澤樓   | 舊長型大廈 （第七型徙置大廈）       | 1980年   | 2（沒有）             | （不設住宅單位） | （不設住宅單位）   | 工務司署 | 有成建築 | （不設升降機）   | 1A   |

粗體表示該樓宇牽涉26座問題公屋醜聞的大廈，該座混凝土強度僅有10.38MPa，未達高層單位20.7MPa或低層單位31MPa標準。
值得一提的是，順安邨安群樓曾是四順區惟一沒有升降機的住宅大廈，惟房委會在後期於該座大廈加建附屬的升降機塔連一部蒂森克虜伯製升降機往來大廈各樓層。

### 教育設施
該屋邨附近有數間小學及幼稚園：

### 幼稚園
- 善一堂安逸幼稚園（1990年創辦）（位於安逸樓地下至一樓）
- 保良局李樹福幼稚園（2016年創辦）（位於安頌樓地下2號舖及商業大樓1座地下及1樓2號舖）

### 小學
兩間小學校舍均為「火柴盒」小學，並將陸續遷出或停辦，短期改為簡約公屋，長遠用作公營房屋發展。
- 迦密梁省德學校（1979年創辦，將於2025年遷往秀茂坪新校舍）

#### 已停辦
- 葛量洪校友會觀塘學校：1980年由觀塘(翠屏道)邨遷入，於2008年殺校，校舍曾改為基督教聖約教會堅樂第二小學。
- 基督教聖約教會堅樂第二小學，2015年在上述學校舊址暫時開辦九年，2024年辦學期滿停辦。

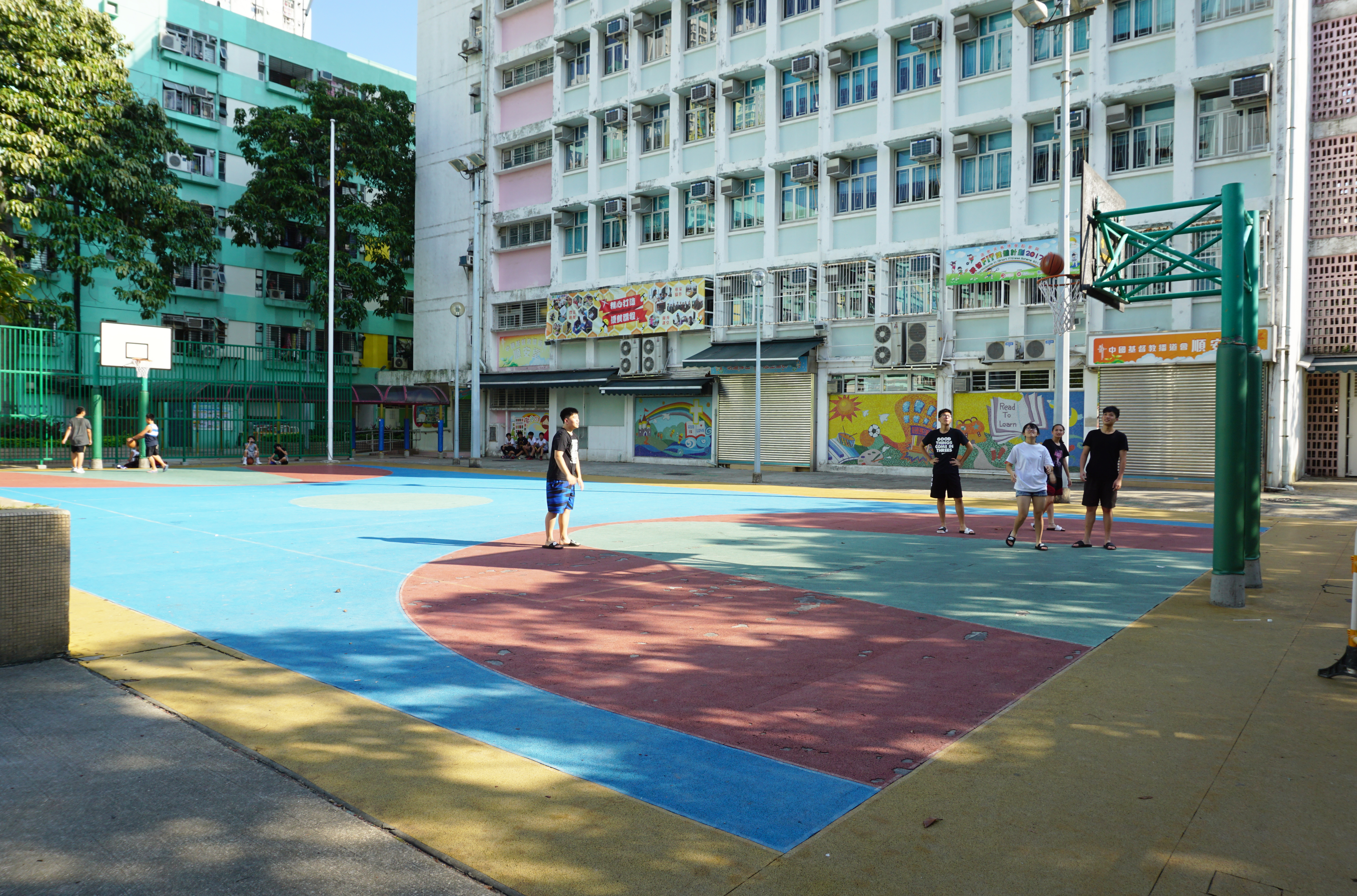
籃球場
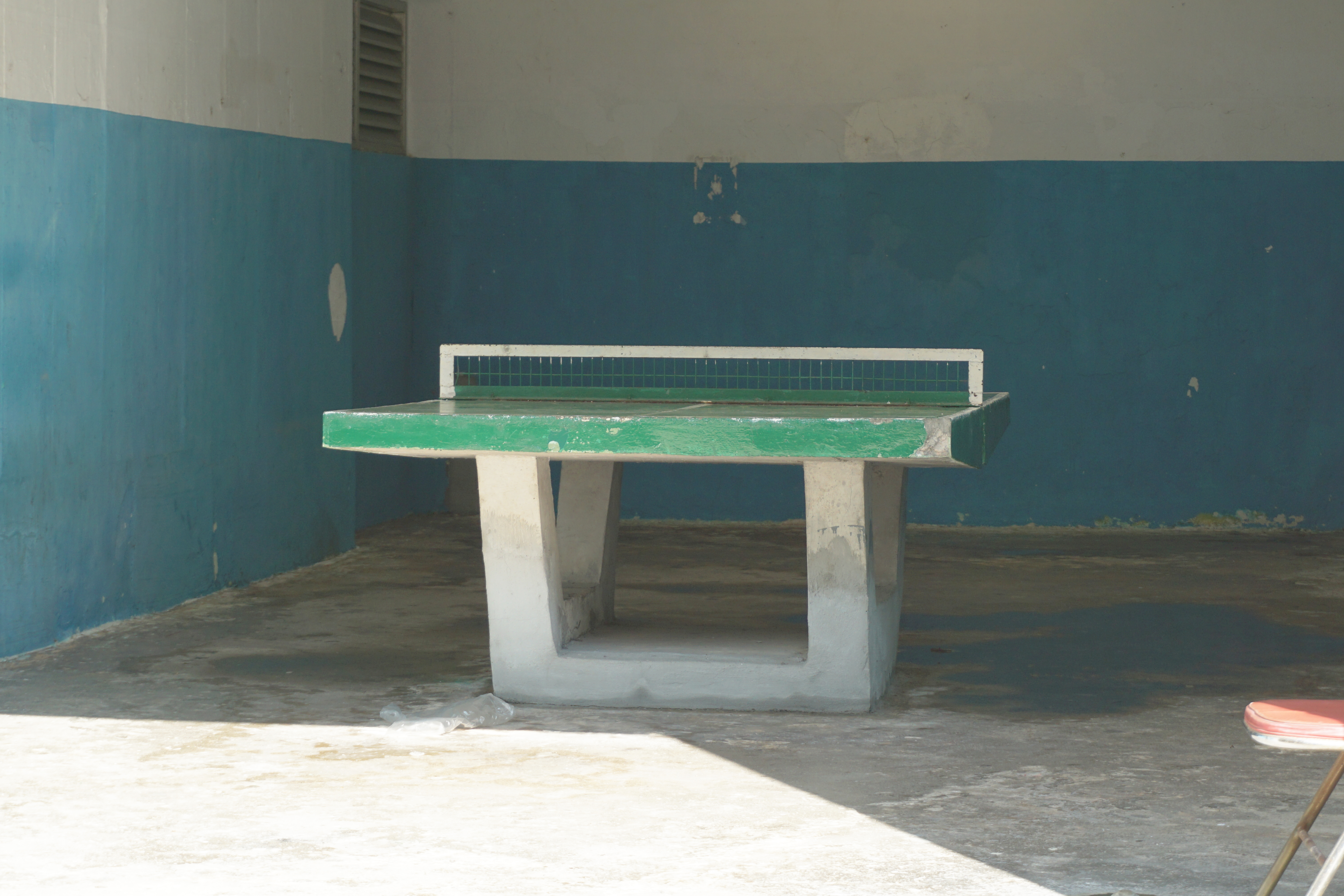
乒乓球檯
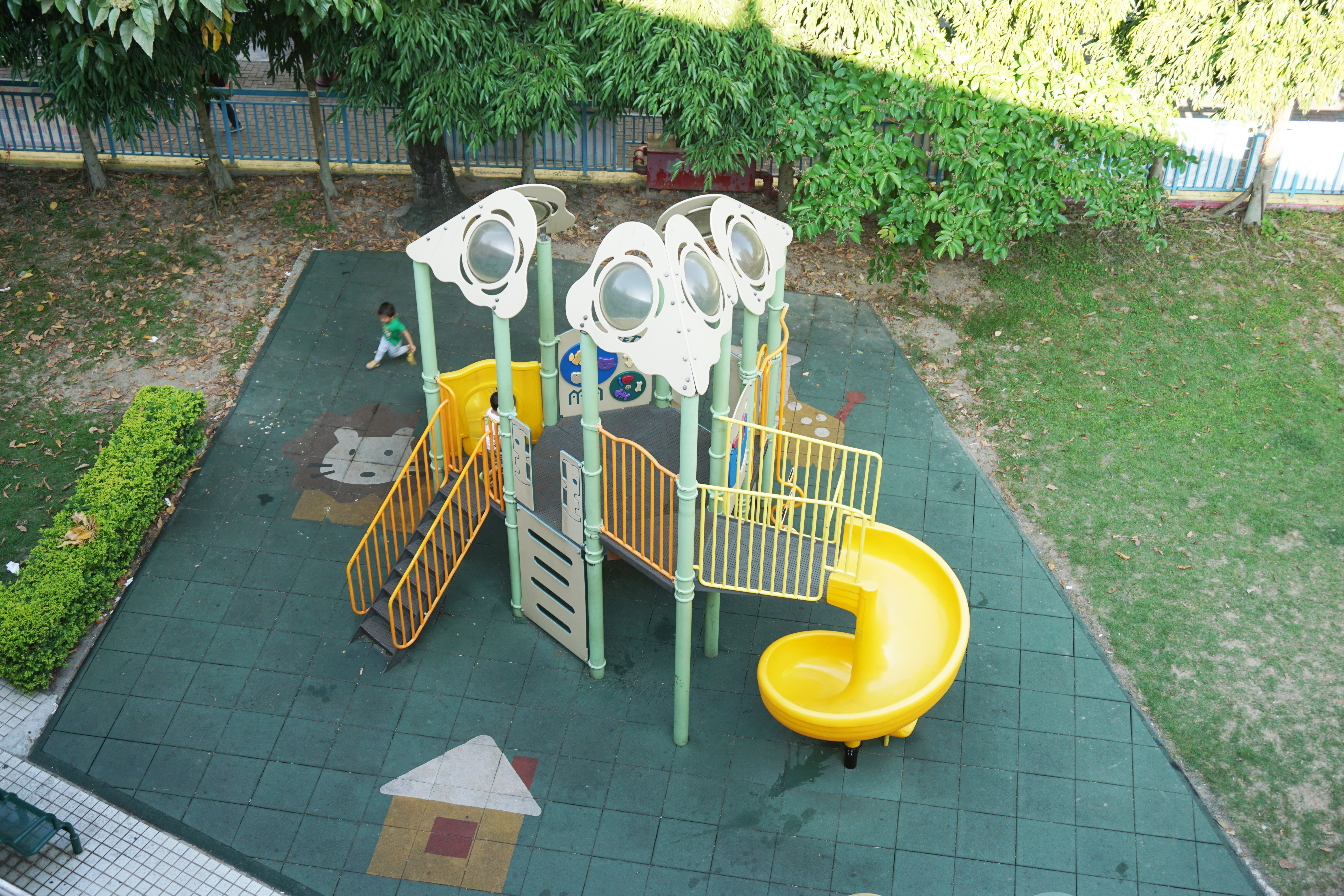
兒童遊樂場
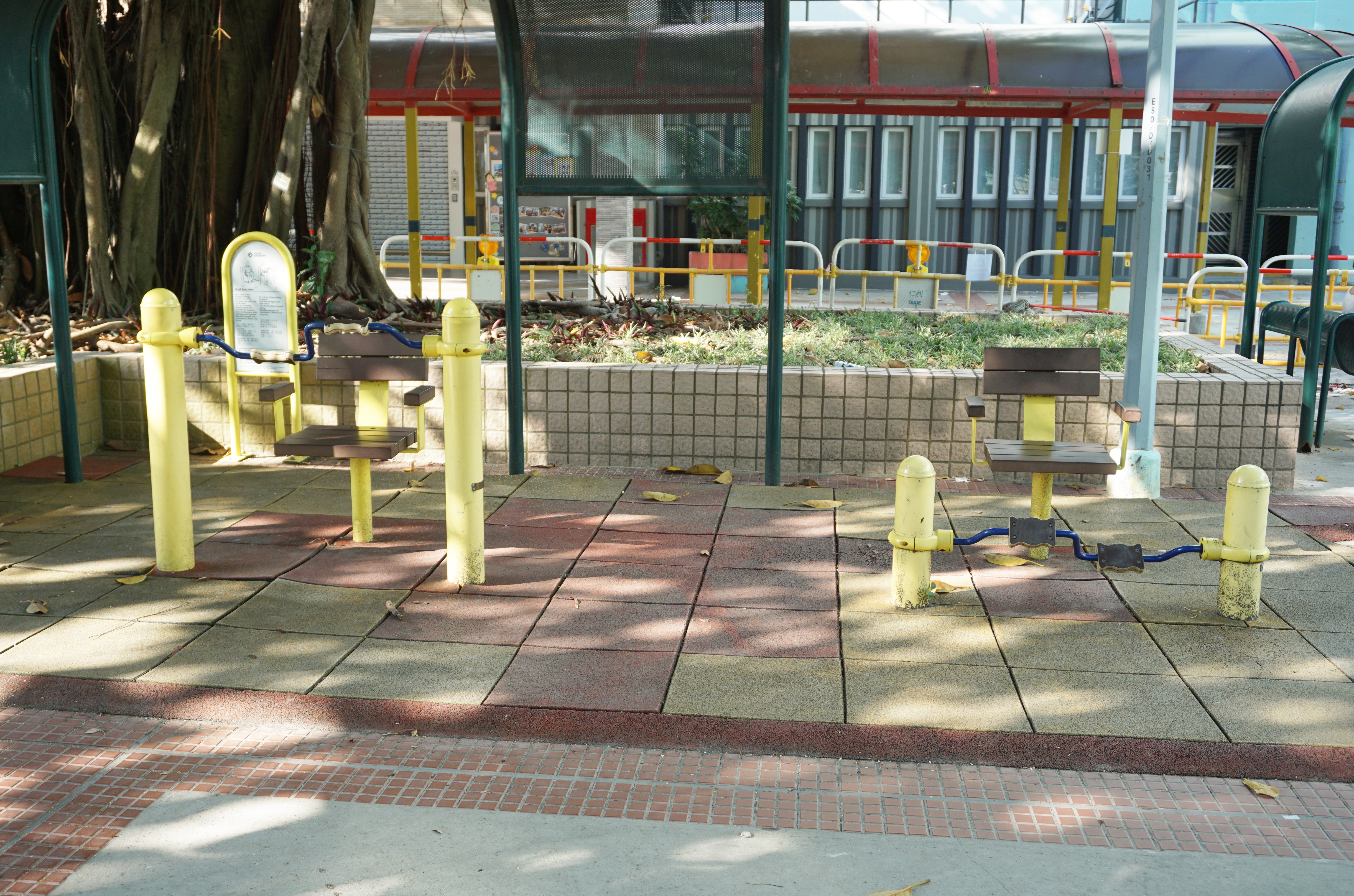
健體區及有蓋行人通道
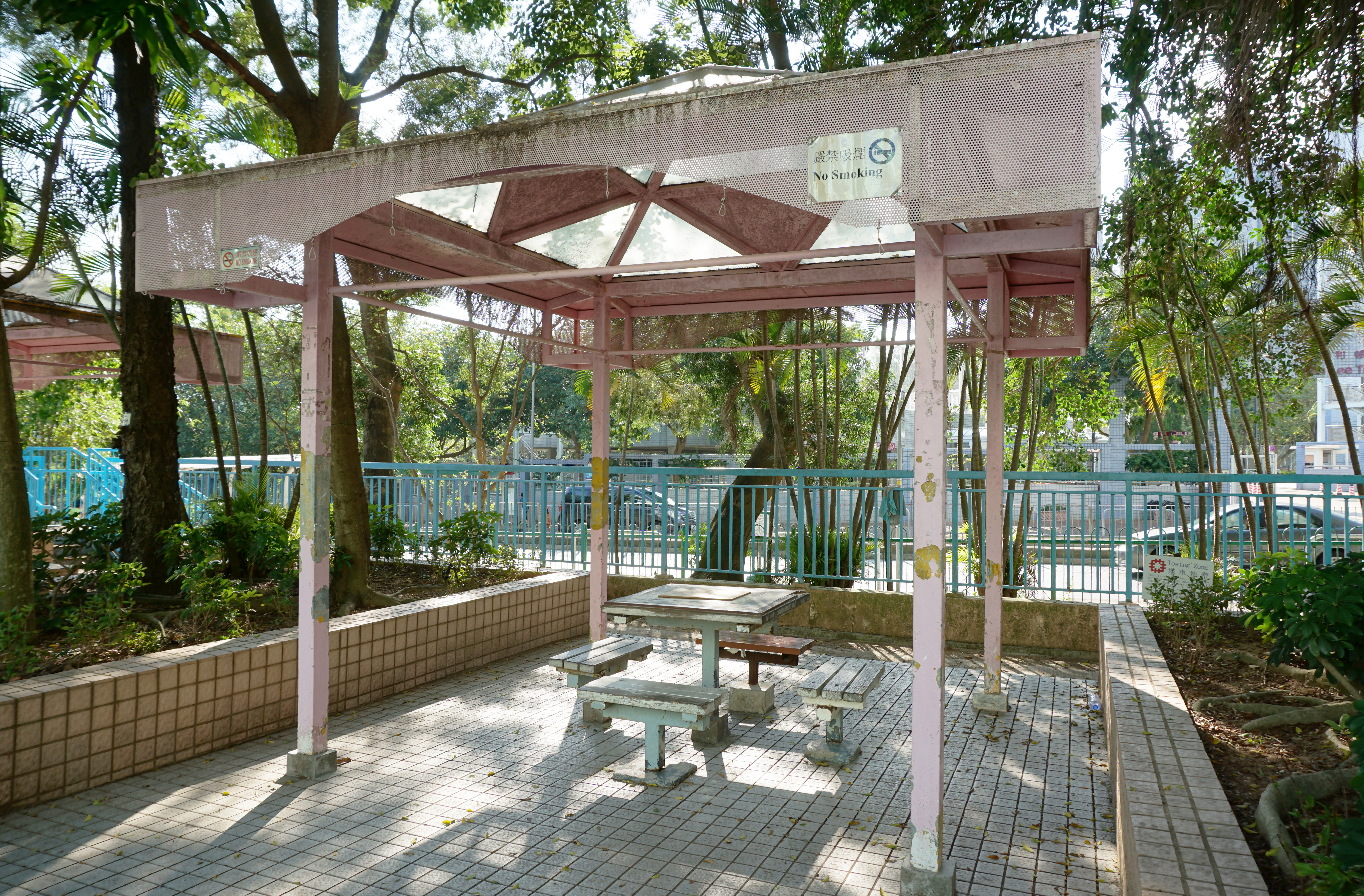
棋藝區及涼亭
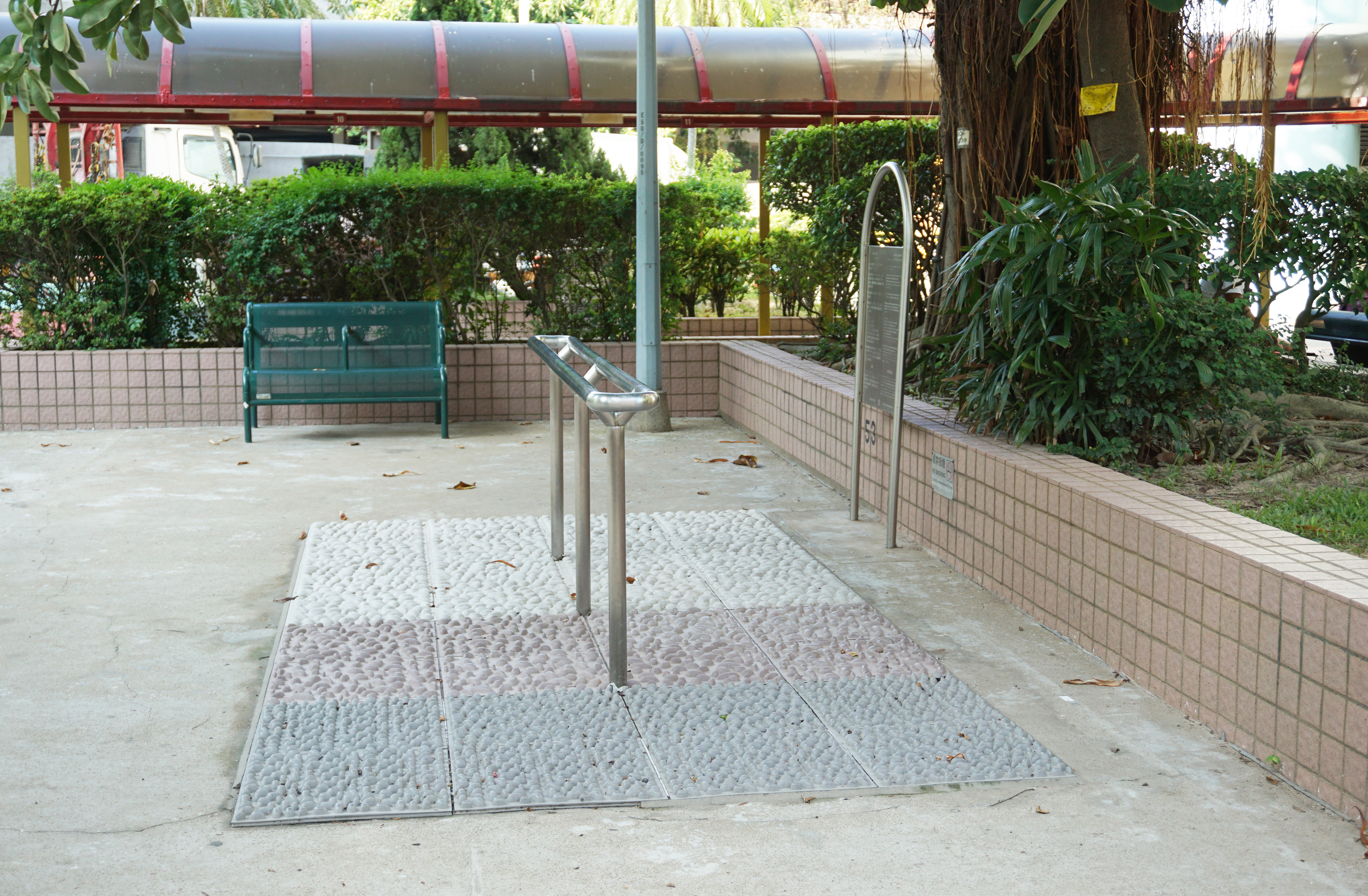
卵石路步行徑

## 曾居於該屋邨的名人
- 古明華：前無綫電視男藝員
- 林淑敏：無綫電視女藝員
- 吳瑞庭：香港男演員

## 順安邨停車場撕票案
1982年12月16日，一名孕婦被綁架，孕婦被困車尾箱窒息死亡，兇徒更向屍體頭部開兩槍，事發停車場是露天，但兇徒停在屋邨高處也看不到的死角行兇。

## 外部連結
- 房委會物業位置及資料 順安邨 （页面存档备份，存于）